# Jack Lahne
Jack Lahne (født 24. oktober 2001) er en svensk fodboldspiller som spiller for den svenske fodboldklub Brommapojkarna.

## Karriere

### IF Brommapojkarna
Den 17. juni 2017 blev Jack Lahne rykket op på IF Brommapojkarnas førstehold og underskrev en kontrakt, der udløber i 2020/2021-sæsonen. Samme dag debuterede Jack Lahne for Brommapojkarna i en 3-2-sejr over GAIS, hvor han blev indskiftet  i 79. minut i stedet for Christopher Brandeborn. Jack Lahne var 15 år da han debuterede for Brommapojkarna. 22 juli 2017 scorede Jack Lahne sit første mål for Brommapojkarna i en 5-0 sejr over Åtvidabergs FF.